# Leimbach (Mansfeld)
Leimbach ist ein Stadtteil von Mansfeld im Landkreis Mansfeld-Südharz, der zusammen mit dem Ortskern Mansfeld den nördlichen Teil des Ortsteils Mansfeld-Lutherstadt bildet.
Der Stadtteil liegt am Fluss Wipper. Hier kreuzen sich die Bundesstraßen 86 und 242. Im Kreisverkehr der beiden Bundesstraßen steht ein Germania-Denkmal, das am 19. Juli 1885 eingeweiht wurde und an den Deutsch-Französischen Krieg erinnert. Leimbach und Mansfeld werden durch das Viadukt der Bahnstrecke Klostermansfeld–Wippra getrennt. Diese Brücke wurde im Juli 1918 während des Ersten Weltkriegs fertiggestellt und ist die größte Unterzugbrücke Deutschlands.

## Geschichte
Am 22. Oktober 973 wurde Leimbach erstmals urkundlich in einer Ottonenurkunde als Lembeki erwähnt. Als selbständige Stadt erhielt Leimbach im Jahre 1530 das Stadtrecht. 1556 ließ Graf Albrecht VII. von Mansfeld in Leimbach das Schloss Trutz Mansfeld als Residenz errichten. Nachdem dieses verfiel, entstanden auf dem Areal später Wohnbauten.
Von 1944 bis 1945 befand sich in Leimbach ein Internierungslager für Männer jüdischer Herkunft, die Zwangsarbeit in den Freiesleben-Schächten leisten mussten.
Leimbach wuchs später mit dem bedeutenderen Mansfeld zusammen und wurde am 20. Juli 1950 eingemeindet.

### Einwohnerentwicklung
| Jahr      | 1910  | 1925  | 1933  | 1939  |
| --------- | ----- | ----- | ----- | ----- |
| Einwohner | 3.064 | 2.697 | 2.741 | 2.658 |

## Religion

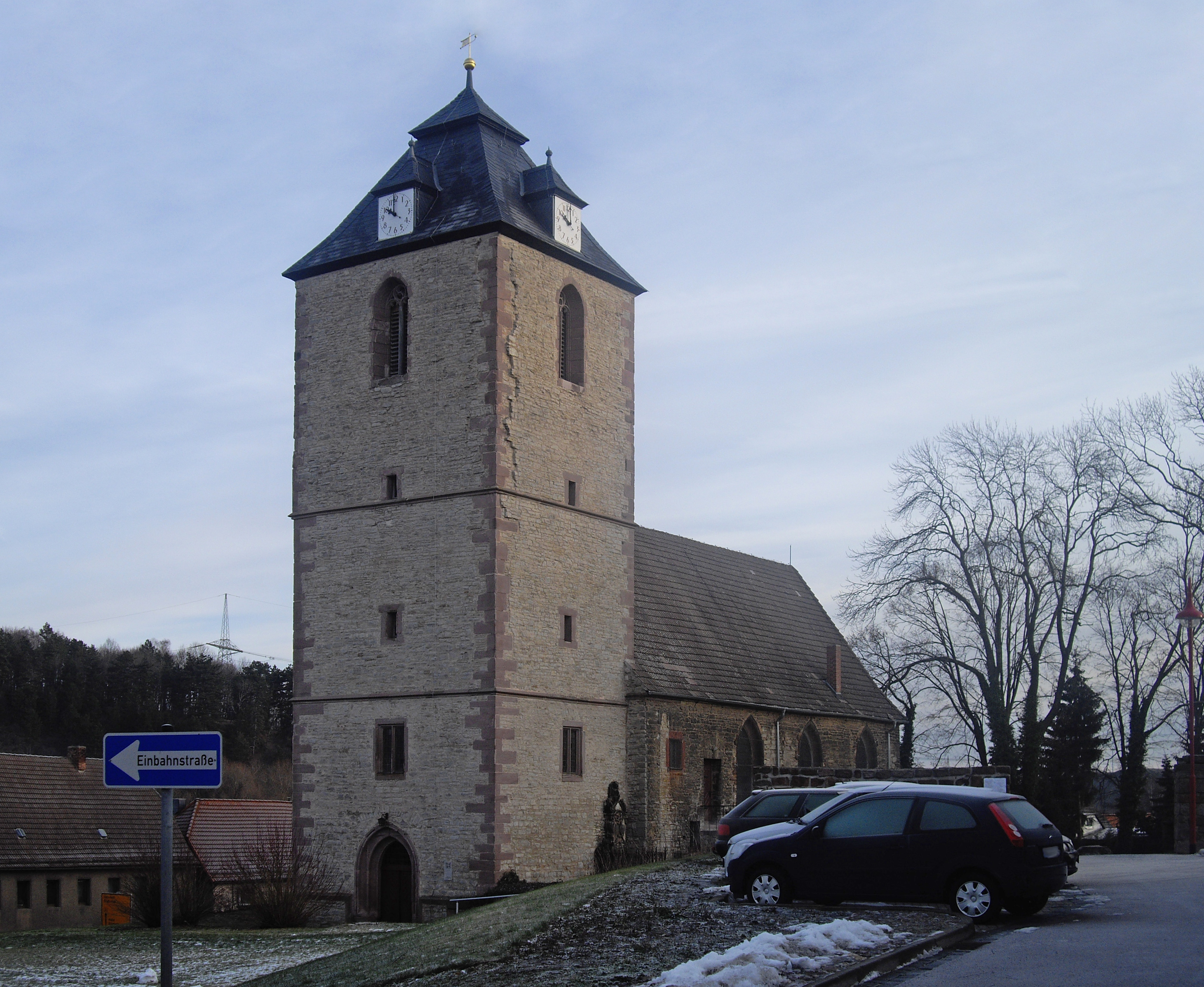
St.-Peter-und-Paul-Kirche

Das ursprünglich zum Archidiakonat Eisleben des Bistums Halberstadt gehörende Leimbach wurde durch die im 16. Jahrhundert durchgeführte Reformation evangelisch-lutherisch.

### Evangelisch-lutherische Kirche
Im Osten von Leimbach steht die Kirche St. Peter und Paul. Die nach Simon Petrus und Paulus von Tarsus benannte Kirche gehört zur Kirchengemeinde Mansfeld-Lutherstadt im Kirchenkreis Eisleben-Sömmerda der Evangelischen Kirche in Mitteldeutschland.

### Römisch-katholische Kapelle

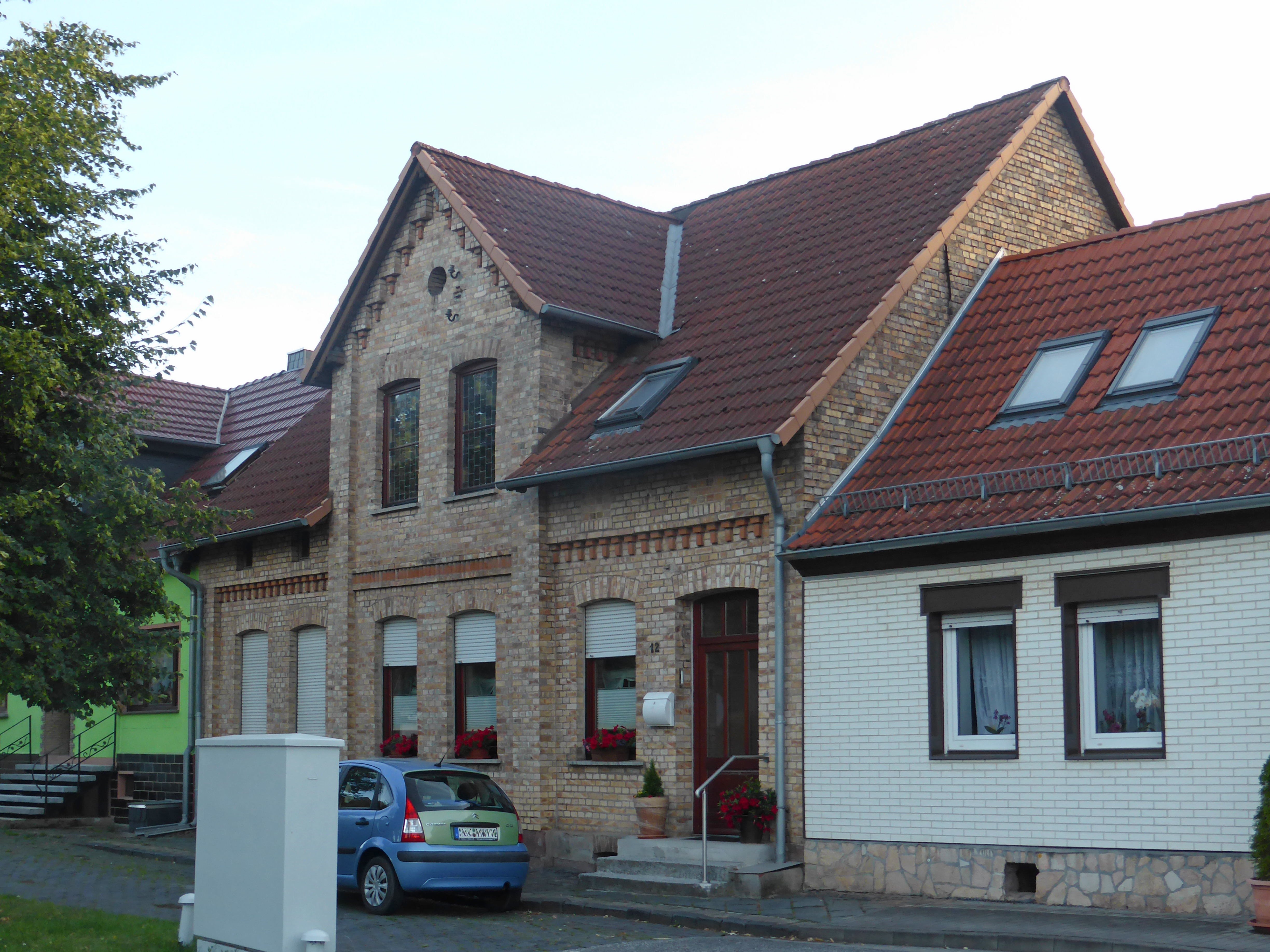
Ehemaliges katholisches Missionshaus (2023)

Durch die vermehrte Einwanderung von Katholiken in die seit der Reformation evangelische Region des Mansfelder Gebirgskreises in der zweiten Hälfte des 19. Jahrhunderts infolge des Kupferbergbaus im Mansfelder Revier entstand bald der Wunsch nach katholischen Gottesdiensten. Nachdem sich 1890 in Klostermansfeld ein katholischer Geistlicher niedergelassen hatte, fanden auch im Missionshaus Leimbach katholische Gottesdienste statt, bis 1894 die St.-Joseph-Kirche in Klostermansfeld eingeweiht wurde. In den Jahrzehnten danach fanden im Missionshaus Leimbach nur noch gelegentlich Werktagsgottesdienste statt. 1895 wurde im Missionshaus Leimbach eine katholische Schule eingerichtet, die in der Zeit des Nationalsozialismus Anfang Juli 1940 wieder geschlossen werden musste.
Nach dem Zweiten Weltkrieg kamen durch die Flucht und Vertreibung Deutscher aus Mittel- und Osteuropa wieder Katholiken in größerer Zahl nach Mansfeld und in die umliegenden Ortschaften, sie gehörten zunächst zur Pfarrei Klostermansfeld.
Am 1. September 1952 wurde die Kuratie Mansfeld II gegründet, sie umfasste rund 1000 Katholiken in Mansfeld I (Mansfeld) und II (Leimbach) sowie den Ortschaften Biesenrode, Blumenrode, Gräfenstuhl, Möllendorf, Rödgen, Saurasen und Vatterode. Noch am gleichen Tag zog der Neupriester Max Pritze in das Missionshaus in Mansfeld, Friedensallee 12, das neben seiner Wohnung über eine im Dachgeschoss befindliche Kapelle verfügte. Die Gottesdienste fanden sonntags weiterhin in der evangelischen St.-Georg-Kirche in Mansfeld statt, und werktags in der Kapelle im Missionshaus. 1978 gehörten noch 478 Katholiken zur Kuratie Mansfeld II, noch bis 1979 hatte die Kuratie einen eigenen Kuratus.
Am 1. März 1996 wurde die Kuratie Mansfeld aufgelöst und Mansfeld wurde wieder in die Pfarrei Klostermansfeld eingegliedert. Heute gehören Katholiken in Mansfeld zur Pfarrei St. Georg Hettstedt, die nächstliegende Kirche ist St. Joseph in Klostermansfeld.

## Persönlichkeiten
- Carl Friedrich August Koch  (* 7. September 1820 in Leimbach; † 4. Januar 1890 in Magdeburg), Jurist und Versicherungsunternehmer
- Willi Blume (* 9. Juli 1913 in Leimbach; † 29. Januar 1995 in Salzgitter), Lehrer und Politiker, Oberbürgermeister der Stadt Salzgitter
- Martin Schoppe (* 24. Oktober 1936 in Leimbach; † 28. April 1998 in Zwickau), Musikwissenschaftler und Maler